# 아음
아음(牙音) 또는 어금닛소리(엄쏘리)는 어금니에서 나는 소리라는 뜻으로 전통적 음운학에서 두자음들을 분류하였던 말. 오음의 하나. 

## 훈민정음 초성 체계
훈민정음 초성 체계에서는 'ㄱ', 'ㅋ', 'ㄲ', 'ㆁ'의 4 자모가 아음에 분류된다. 현대 음성학에서는 연구개 파열음, 연구개 비음에 해당된다.  
| 오음              | 전청      | 차청       | 전탁       | 불청불탁  |
| ----------------- | --------- | ---------- | ---------- | --------- |
| 어금닛소리 (아음) | ㄱ 君 [k] | ㅋ 快 [kʰ] | ㄲ 叫 [k˭] | ㆁ 業 [ŋ] |

- 현대 음성학에서 전청(全淸)은 무기 무성음, 차청(次淸)은 유기 무성음, 전탁(全濁)은 경음, 불청불탁(不淸不濁)은 유성음 가운데 비음, 유음, 마찰음, 두자음 없이 모음으로 시작하는 것을 나타낸다.

## 중국 음운학
중국 음운학에서 성모(聲母, 두자음)를 분류한 오음(五音) 중의 하나다. 
현대 음성학에 있어서 연구개 파열음, 비음에 해당된다. 
중국어 중고음(中古音, 수나라, 당나라의 발음)의 성모(두자음)을 표기하는 삼십육자모(三十六字母)에서  다음과 같이 분류되어 있다. 
| 오음 | 전청   | 차청    | 전탁   | 차탁   |
| ---- | ------ | ------- | ------ | ------ |
| 아음 | 見 [k] | 溪 [kʰ] | 群 [ɡ] | 疑 [ŋ] |

- 현대 음성학에서 전청(全淸)은 무기 무성음, 차청(次淸)은 유기 무성음, 전탁(全濁)은 유성음 가운데 파열음, 마찰음, 파찰음, 차탁(次濁)은 유성음 가운데 비음, 유음, 반모음, 영성모(零聲母, 을절이 두자음 없이 모음으로 시작되는 것)을 나타낸다.